# TVK Winogrady
TVK Winogrady – operator telewizji kablowej w Poznaniu. W początkowych latach działalności funkcjonowała pod nazwą Winogradzka Telewizja Kablowa (WTvK). Abonenci mają dostęp do telewizji analogowej i cyfrowej, kanałów Canal+ Premium, HBO, radia, oraz telefonii stacjonarnej i Internetu.

## Zasięg
Swoim zasięgiem obejmuje większość Winograd. Dociera do 35 tys. mieszkańców na następujących osiedlach:
- Osiedle Kosmonautów
- Osiedle Na Murawie
- Osiedle Pod Lipami
- Osiedle Przyjaźni
- Osiedle Wichrowe Wzgórze
- Osiedle Zwycięstwa
- Wilczak (część)

## Telewizja

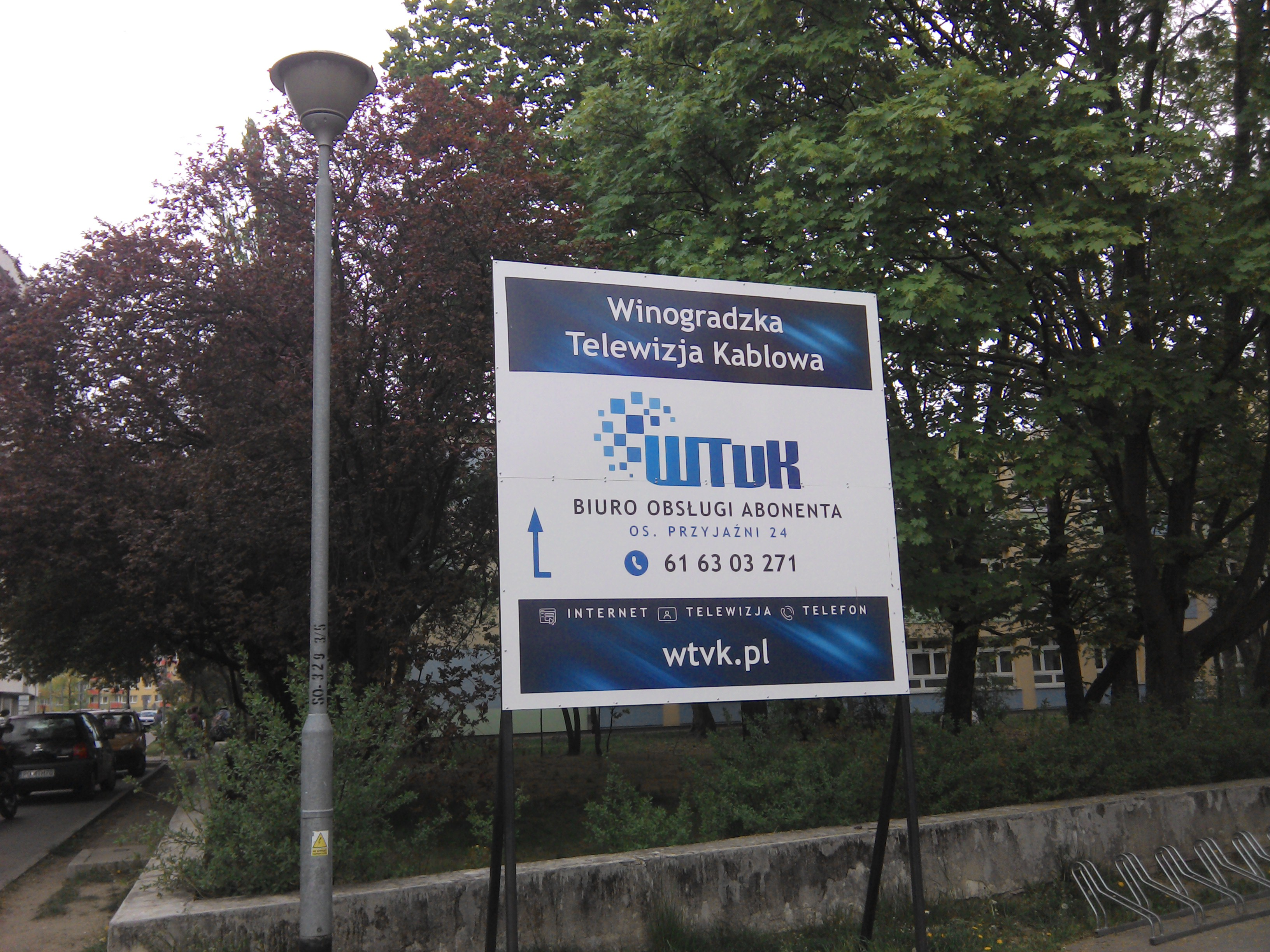
Logo WTvK

W 2007 roku uruchomiono 24h program informacyjny pod taką samą nazwą, który jest rozprowadzany na wszystkich winogradzkich osiedlach. TVK Winogrady jako pierwsza w Polsce rozpoczęła nadawanie programu lokalnego w jakości HD. Program jest tworzony przez 11-osobowy zespół (7 dziennikarzy i 4 operatorów – montażystów). Stacja produkuje własne programy głównie o charakterze lokalnym takie jak:
- Kalendarium
- Na dobry dzień
- Informacje Okiem Kamery
- Prognoza pogody
- Kulturogrady
- Miasto Warte Poznania
- Tropiciele Dziejów czyli Historia dla każdego
- Dobra strona
- Historia w Murach zaklęta
- Okno Abonenta

## Telefonia
W 2010 roku uruchomiono stacjonarną telefonię. Usługa jest dostępna w wybranych lokalizacjach.

## Internet
Również w 2010 roku udostępniono swoim abonentom stałe łącza internetowe o przepustowości: 1 Mb/s, 2/1 Mb/s, 4/2 Mb/s, a od czerwca 2010 również 6/3 Mb/s. Umowa na czas nieokreślony.
Od 1 kwietnia 2011 łącza internetowe Winogradzkiej TV Kablowej to 50/25 Mb/s i 10/5 Mb/s.
Z dniem 1 października 2011 następuje zwiększenie prędkości w ramach pakietu Komfortowego do 200/100M b/s. W 2014 roku wszystkim użytkownikom podniesiono prędkość do 300 Mb/s. W 2016 roku wszystkim użytkownikom podniesiono prędkość do 500 Mb/s.